# Yezoceryx purpuratus
Yezoceryx purpuratus là một loài tò vò trong họ Ichneumonidae.